# Table des caractères Unicode/U4DC0
Cette page contient des caractères spéciaux ou non latins. S’ils s’affichent mal (▯, ?, etc.), consultez la page d’aide Unicode.
Table des caractères Unicode U+4DC0 à U+4DFF (19 904 à 19 967 en décimal).

## Hexagrammes du Yi Jing
Signes symboliques représentant les 64 hexagrammes du Yi Jing (ou Classique des mutations) formés chacun par la superposition d’une paire de trigrammes représentant les éléments opposés yin et yang.

### Table des caractères
| en fr  | 0 | 1 | 2 | 3 | 4 | 5 | 6 | 7 | 8 | 9 | A | B | C | D | E | F |
| U+4DC0 | ䷀ | ䷁ | ䷂ | ䷃ | ䷄ | ䷅ | ䷆ | ䷇ | ䷈ | ䷉ | ䷊ | ䷋ | ䷌ | ䷍ | ䷎ | ䷏ |
| U+4DD0 | ䷐ | ䷑ | ䷒ | ䷓ | ䷔ | ䷕ | ䷖ | ䷗ | ䷘ | ䷙ | ䷚ | ䷛ | ䷜ | ䷝ | ䷞ | ䷟ |
| U+4DE0 | ䷠ | ䷡ | ䷢ | ䷣ | ䷤ | ䷥ | ䷦ | ䷧ | ䷨ | ䷩ | ䷪ | ䷫ | ䷬ | ䷭ | ䷮ | ䷯ |
| U+4DF0 | ䷰ | ䷱ | ䷲ | ䷳ | ䷴ | ䷵ | ䷶ | ䷷ | ䷸ | ䷹ | ䷺ | ䷻ | ䷼ | ䷽ | ䷾ | ䷿ |
| ------ | - | - | - | - | - | - | - | - | - | - | - | - | - | - | - | - |